# Dschād al-Haqq ʿAlī Dschād al-Haqq
Dschād al-Haqq ʿAlī Dschād al-Haqq (arabisch جاد الحق علي جاد الحق, DMG Ǧād al-Ḥaqq ʿAlī Ǧād al-Ḥaqq, geb.  5. April 1917 in Batra, Gouvernement ad-Daqahliyya; gest. 15. März 1996 in Kairo), nach ägyptischer Aussprache des Arabischen häufig auch Gad el-Hak bzw. Gad al-Haq Ali Gad al-Haq transkribiert, war von 1978 bis 1982 Großmufti von Ägypten und von 1982 bis 1996 Scheich der Azhar. Während der 1980er Jahre war er der wichtigste und angesehenste offizielle Gelehrte Ägyptens. Von besonders weitreichender Bedeutung waren sein Fatwa, in dem er den Israelisch-ägyptischen Friedensvertrag von 1979 billigte, sowie sein Fatwa aus dem Jahre 1981, in dem er die Mädchenbeschneidung befürwortete und gegen die Kritik von medizinischer Seite verteidigte. Dschād al-Haqq strebte nach einer Kodifizierung der Scharia und erstellte zur Vorbereitung dieses Projektes eine umfassende Sammlung der Rechtsgutachten des ägyptischen  Fatwa-Amtes. Von 1989 bis zu seinem Tod stand er in einem Dauerkonflikt mit dem reformorientierten Großmufti Muhammad Saiyid Tantāwī.

## Beruflicher Werdegang
Dschād al-Haqq durchlief eine traditionelle religiöse Ausbildung. Nachdem er in der lokalen Koranschule Lesen und Schreiben gelernt hatte, memorierte er den Koran und erlernte seine Rezitation. 1930 trat er in die Schule der Ahmad-al-Badawi-Moschee in Tanta ein. 1934 erlangte er dort seinen Grundschulabschluss. Nach einer Zeit wechselte er auf das Azhar-Institut in Kairo, wo er 1939 seinen Sekundarschulabschluss erlangte. Anschließend studierte er an der Scharia-Fakultät der Azhar und erwarb hier 1943 ein ʿĀlimīya-Diplom. Nachdem er sein Studium an der Fakultät mit einer Spezialisierung in der Scharia-Rechtsprechung fortgesetzt hatte, erhielt er 1945 ein zweites ʿĀlimīya-Diplom mit einer Idschāza für die Scharia-Rechtsprechung.
Im Januar 1946 erhielt er eine Anstellung bei den Scharia-Gerichten, die er für mehrere Jahre ausübte. Im August 1952 wurde er zum Fatwa-Referenten (amīn al-fatwā) im Ägyptischen Fatwa-Amt ernannt, wo er für den Staatsmufti Rechtsgutachten vorbereitete. Ein Jahr später, im August 1954 wurde er zum Richter bei den Scharia-Gerichten ernannt. Nachdem die Scharia-Gerichte 1956 aufgelöst worden waren, wechselte er in den normalen Richterdienst über. Aufgrund seiner Gelehrsamkeit und seiner Gleichgültigkeit gegenüber dem politischen Aktivismus der Muslimbruderschaft passte er gut in das religionspolitische Konzept von Gamal Abdel Nasser, der ihn 1965 zum Mitglied des „Höchsten Rates für Islamische Angelegenheiten“, einer außerhalb der Azhar stehenden Mittler-Organisation berief. Hier befasste sich Dschād al-Haqq mit anderen Gelehrten, die eine westliche Ausbildung erhalten hatten, mit den grundsätzlichen Fragen bei der Modernisierung des Islamischen Rechts.
Dschād al-Haqq wurde im Dezember 1971 zum Gerichtspräsidenten ernannt und im Oktober 1974 ins Justizministerium versetzt, wo er zunächst als Gerichtsinspektor und ab März 1976 als Berater des Appellationsgerichts tätig war. Am 26. August 1978 berief ihn Präsident Anwar as-Sadat Dschād al-Haqq zum Großmufti von Ägypten. Aus diesem Amt heraus unterstützte er den politischen Kurs des Präsidenten mit öffentlichen Stellungnahmen und Fatwas. 1980 wurde er in die Akademie für islamische Untersuchungen aufgenommen. Nach der Ermordung von Anwar as-Sadat im Oktober 1981 verfasste er ein Fatwa, in dem er das Manifest, das den Attentätern als Legitimation gedient hatte, widerlegte. Das Fatwa brachte ihm die Dankbarkeit der neuen Staatsführer ein, die ihn am 4. Januar 1982 zum Minister für religiöse Stiftungen beriefen. Nur zwei Monate später, am 17. März 1982, ernannte ihn Staatspräsident Husni Mubarak zum Scheich al-Azhar.
Während seiner Amtszeit als Schaich al-Islam nahm Dschād al-Haqq an mehreren islamischen Konferenzen in Oman, Jordanien und Saudi-Arabien teil und bereiste zahlreiche islamische Länder in Afrika und Asien wie zum Beispiel Nigeria, Senegal, Benin, Malaysia, Singapur und die Malediven. Dschād al-Haqq war verheiratet und hatte drei Söhne.

## Seine Fatwa-Tätigkeit
Während seiner Amtszeiten als Großmufti und Schaich al-Islām hat Dschād Haqq insgesamt 1415 Fatwas erteilt, von denen er 243 in seine Sammlung “Islamische Gutachten vom ägyptischen Fatwa-Amt” (al-Fatāwa al-islāmīya min Dār al-Iftāʾ al-Miṣrīya) aufnahm. Dschād al-Haqq nahm seine Aktivität als Mufti sehr ernst. So war er der Auffassung, dass der Mufti innerhalb der islamischen Umma die gleiche Stellung innehabe wie der Prophet Mohammed. Dies leitete er aus dem Hadith ab, demzufolge die ʿUlamā' die Erben der Propheten sind.

### Das Fatwa zum Israelisch-ägyptischen Friedensvertrag
Während seiner Amtszeit als Staatsmufti erteilte Dschād al-Haqq auch mehrfach Fatwas zu politischen Fragen. So veröffentlichte er zum Beispiel ein Fatwa, das das Camp-David-Abkommen und den Israelisch-ägyptischen Friedensvertrag vom 26. März 1979 sanktionierte. Schon am 14. Juni 1979 veröffentlichte er eine kurze Stellungnahme, in dem er den Vertrag befürwortete. Anschließend verfasste er ein 15 Seiten langes Fatwa, das in der offiziellen Fatwa-Sammlung veröffentlicht wurde und auf den 26. November 1979 datiert ist. Dschād al-Haqqs Argumentation wird am Anfang in den folgenden Punkten zusammengefasst:
1. Der Islam ist eine Religion der Sicherheit und des Friedens.
2. Die Hinwendung des Feindes zum Frieden während des Krieges muss akzeptiert werden.
3. Verträge (muʿāhadāt) zwischen Muslimen und Nicht-Muslimen sind zulässig und müssen eingehalten werden, so lange nicht irgendetwas eintritt, das den Bruch dieser Verträge notwendig macht.
4. Es ist für Muslime zulässig, einen Friedensschluss zu suchen, so lange dies ihr Interesse voranbringt und Schaden von ihnen fernhält.
5. Muslime dürfen einzelne Ungerechtigkeiten hinnehmen, so lange dies einen größeren Nachteil abwendet.
6. Der Text des Friedensabkommens und seine Anhänge bedeuten in keiner Weise den Verlust eines Rechts oder die Anerkennung einer Besetzung.
7. Eine kleine Gruppe von Gelehrten hat nicht das Recht, Urteile  auszusprechen, die sich nicht an das halten, was Gott hinabgesandt hat, und sich auf Schmähungen zu verlegen, die durch Gottes Scharia nicht gerechtfertigt sind.
8. Der Friedensschluss von Hudaibiya war ein Segen und eine Wohltat für die Muslime. Wir sind hoffnungsvoll und optimistisch, dass unser gegenwärtiger Friedensschluss mit Israel ein Erfolg (fatḥ) ist, mit dem wir den Boden zurückgewinnen und die Ehre schützen können, so dass das geliebte Jerusalem dadurch friedlich in den Schutzbereich des Islams zurückkehren kann.[15]

Dschād al-Haqq wich in seinem Gutachten stark von der klassischen Dschihad-Lehre ab, wonach Muslime nur dann einen Frieden schließen dürfen, wenn sie sich in einer Position militärische Unterlegenheit fühlen. Als Vorbild für den Vertrag mit Israel präsentierte er die Verträge, die Mohammed mit Nicht-Muslimen geschlossen hat. Er betonte den Vorteil, den das Abkommen für die Muslime mit sich brachte (Befreiung von islamischem Territorium, das von Israel erobert worden war), und hob hervor, dass die Araber schon in früheren Verträgen Israel als Staat anerkannt hatten. Am Ende seines Gutachtens ruft Dschād al-Haqq die Religionsgelehrten in den anderen arabischen Staaten auf, ihre Verantwortung wahrzunehmen und auf ihre Herrscher in der Weise einzuwirken, dass sie den Vertrag ebenfalls unterstützen.
Mit seiner Legitimierung eines permanenten Friedens mit Israel aus islamischer Perspektive war Dschād al-Haqqs Fatwa ein bahnbrechendes Dokument. Ende der 1980er Jahre änderte Dschād al-Haqq allerdings seine Haltung gegenüber Juden und Israel. Nach dem Ausbruch der Ersten Intifada 1987 begann er, Israel und seine Politik stärker zu kritisieren, und wurde zu einem der führenden Gegner der Normalisierung der Beziehungen mit Israel. In einem Interview mit der Zeitung al-Wafd im Jahre 1995 behauptete er, dass „die Juden niemals Verträge respektiert und ihre Verpflichtungen nicht eingehalten haben.“ In einem anderen Fatwa verbot er Muslimen, Israel zu besuchen, solange es Jerusalem und die al-Aqsa-Moschee besetzt hält. Als der israelische Präsident Ezer Weizmann 1995 Ägypten besuchte, weigerte sich Dschād al-Haqq am Empfang zu seinen Ehren teilzunehmen.

### Das Fatwa zur Mädchenbeschneidung
Am 29. Januar 1981 veröffentlichte Dschād al-Haqq ein Fatwa zur Mädchenbeschneidung (ḫitān al-banāt). Auslöser für dieses Fatwa war die Anfrage eines Vaters von zwei Töchtern im Alter von sechs und zwei Jahren, der muslimische Ärzte zur Mädchenbeschneidung befragt und von ihnen die Antwort erhalten hatte, dass sie sowohl seelisch als auch körperlich für sie schädlich sei. Er wollte nun wissen, ob der Islam die Beschneidung der Mädchen anordne oder ob das nur “eine von den Alten ererbte Gewohnheit” (ʿāda mutawāriṯa ʿan al-aqdamīn) sei.
In seiner Antwort holt Dschād al-Haqq weit aus. Er geht zunächst auf die aus Sure 16:123 ableitbare Vorbildfunktion von Abraham für die Muslime ein und zitiert dann den Hadith, demzufolge sich Abraham im Alter von 30 Jahren selbst beschnitten hat. Sodann verweist er auf die mit Abraham in Verbindung stehende Überlieferung, wonach es fünf Dinge gibt, die zur sogenannten Fitra, dem emblematischen Kriterium der Zugehörigkeit zur Gemeinschaft der Muslime, gehören, nämlich die Beschneidung, das Rasieren der Schamhaare, das Auszupfen der Achselhaare, das Kürzen des Schnurrbartes und das Schneiden der Finger- und Fußnägel. Dschād al-Haqq zieht hier bewusst keine klare Trennlinie zwischen Jungen- und Mädchenbeschneidung.
In einem zweiten Schritt diskutiert Dschād al-Haqq die Aussagen der Rechtsgelehrten der verschiedenen sunnitischen Rechtsschulen zur Beschneidung von Knaben und Mädchen. Er kommt zu dem Ergebnis, dass zwischen ihnen ein Konsens darüber existiert, dass bei den Männern die Beschneidung (ḫitān) und bei den Frauen die “Reduzierung” (ḫifāḍ) durch die Scharia geboten sei. Unterschiede gebe es lediglich in der Einordnung dieser Pflicht. Während zum Beispiel Abū Hanīfa und Mālik ibn Anas die Beschneidung bei beiden Geschlechtern nur für eine Sunna-Pflicht hielten, habe asch-Schāfiʿī sie bei beiden Geschlechtern als Fard-Pflicht eingestuft. Von Ahmad ibn Hanbal gebe es hinsichtlich der weiblichen Beschneidung zwei unterschiedliche Überlieferungen, von denen diejenige, wonach es sich um eine Wādschib-Pflicht handelt, größere Plausibilität besitze.
Nachfolgend erklärt Dschād al-Haqq, was Beschneidung bei den beiden Geschlechtern bedeutet: beim Mann sei es die Abtrennung des Hautstücks, das die Eichel bedeckt, bei der Frau die Abtrennung des Hautstücks, das sich oberhalb der Mündung der Harnröhre befinde (qaṭʿ al-ǧilda allatī fauq maḫraǧ al-baul), wobei diese Abtrennung in maßvoller Weise (dūna mubālaġa) und ohne Klitoridektomie (dūna istiʾṣāl) erfolgen müsse. Eine derartige Operation werde bei den Frauen “Reduzierung” (ḫifāḍ) genannt.
Normative Grundlage für die Durchführung dieser „Reduzierung“ ist nach Dschād al-Haqq der Hadith über die Beschneiderin Umm ʿAtīya. Er besagt, dass der Prophet dieser Frau aufgetragen habe, nicht zu tief zu schneiden, wenn sie die Mädchen beschneidet, weil dies sowohl für den späteren Ehemann als auch für die Frau selbst besser sei. Dschād al-Haqq zitiert diese und eine ähnlich lautende Überlieferung, ohne ihre schwache Verlässlichkeit zu thematisieren. Seiner Auffassung nach zeigen diese Überlieferungen, dass der Prophet zur Beschneidung der Frauen aufgerufen, aber die Klitoridektomie verboten habe. Ziel dieser prophetischen Anweisung sei es, das “sexuelle Empfinden” (al-ḥass al-ǧinsī) bei dem Mädchen ins Gleichgewicht zu bringen. Der Prophet habe die Beschneidung zur “Regulierung des sexuellen Verlangens” (ḍabṭ al-ištihāʾ) befohlen, damit sie bei sexueller Erregung nicht die “Kontrolle über sich” (at-taḥakkum fī nafsi-hā) verliere, gleichzeitig aber verboten, die “Quelle des Genusses” (maṣdar al-istimtāʿ) zu zerstören.
Dschād al-Haqq sieht es aufgrund 1. des koranischen Gebots zur Nachahmung Abrahams, 2. der Hadith-Überlieferung über Umm ʿAtīya und 3. des Gelehrtenkonsenses als erwiesen an, dass die Beschneidung der Mädchen zur Fitra des Islams gehört. Von dieser Anweisung solle man nicht zugunsten der Ansicht eines Arztes abgehen, weil die Medizin im Gegensatz zu den religiösen Wahrheiten veränderlich und ständig in Bewegung sei. Darüber hinaus gebe es auch viele Ärzte, die die Beschneidung empfehlen, und zwar zum einen weil sie die Smegmabildung im Harntrakt und an den Genitalien verhindere und damit “bösartigen Krankheiten” (amrāḍ ḫabīṯa) vorbeuge, zum anderen aber auch als Gegenmittel gegen die sexuelle Erregung während der Pubertät, „die eine der gefährlichsten Phasen im Leben der Frau“ sei. Unbeschnittene Mädchen seien in der heutigen Gesellschaft zahlreichen Reizen ausgesetzt, die sie zur “Abirrung und Verdorbenheit” (al-inḥirāf wa-l-fasād) führen könnten. Dschād al-Haqq betrachtete die weibliche Beschneidung also als eine Art Präventionsmittel gegen unsittliches Verhalten.
Hinsichtlich des Alters, zu dem die Mädchen beschnitten werden sollen, gibt Dschād al-Haqq keine klare Anweisung, doch verweist er auf die Überlieferung, wonach der Prophet seine beiden Enkel al-Hasan ibn ʿAlī und al-Husain ibn ʿAlī am siebten Tag nach der Geburt beschneiden ließ. Außerdem gibt er die Empfehlung, sich von Beschneiderinnen, die diese Praxis nicht beherrschen, fernzuhalten. Zum Schluss seines Gutachtens richtet er einen Anpell an die Eltern, die Verantwortung für die Kinder, die ihnen von Gott anvertraut wurden, ausreichend ernstzunehmen.
Dschād al-Haqqs Fatwa zur Mädchenbeschneidung von 1981 war eines der folgenreichsten Rechtsgutachten für die Debatte um die Mädchenbeschneidung. Es diente als „ein autoritatives und vielfach zitiertes Vorbild für viele spätere Gelehrtenmeinungen“.

### Weitere bedeutende Fatwas
Im Frühjahr 1980 erteilte Dschād al-Haqq ein langes Gutachten zur Verteidigung des im Sommer 1979 verabschiedeten Gesetzes Nr. 44 über den Familienstand. Dieses Gesetz, das auch als Jehan-Gesetz bekannt ist, erlaubte der Ehefrau die Scheidung, wenn ihr Ehemann sich eine zweite Frau nahm. Dschād al-Haqq verteidigte diese Neuregelung als talfīq, also eine Verschmelzung der Ansichten der Gelehrten verschiedener Lehrrichtung, und das Gesetz als Ganzes als eine Fortsetzung von Bemühungen des Fiqh, die bereits mit den Familiengesetzen von 1920 und 1929 begonnen hatten.
Dschād al-Haqq befasste sich noch in einem zweiten Gutachten mit der Frage der Zulässigkeit von Körpermodifikationen. Dieses zweite Gutachten stammt aus dem Juni 1981 und wurde auf Anfrage eines islamischen Forschungszentrums in Malaysia erstellt. Gefragt wurde nach der Zulässigkeit von geschlechtsangleichenden Operationen. In seiner Antwort urteilte er, dass eine Operation, die darauf abziele, verborgene männliche oder weibliche Geschlechtsorgane zu externalisieren, erlaubt sei. Nicht zulässig seien jedoch derartige Operationen, wenn sie allein dem Wunsch entspringen, das Geschlecht eines Menschen zu ändern.
Außerdem erteilte Dschād al-Haqq während seiner Amtszeit als Großmufti noch zwei weitere bedeutende politische Fatwas. Das erste bezog sich auf ein Massaker an Christen in dem Kairiner Stadtteil Zāwiyat l-hamrā' am 17. Juni 1981, bei dem 17 Personen getötet und 117 verletzt worden waren. Dschād al-Haqq betonte in seiner Stellungnahme, dass der Islam Diskriminierung aufgrund Religion, Geschlecht oder Hautfarbe nicht erlaube, und beschwor den Geist der Zusammenarbeit zwischen Muslimen und Christen, den er anhand von Beispielen aus der Geschichte von der Zeit des Kalifen ʿUmar ibn al-Chattāb bis zum Aufstand von 1919 aufzuzeigen versuchte.
Das zweite politische Fatwa war eine Stellungnahme zu dem Manifest “Die vernachlässigte Pflicht” (al-Farīḍa al-ġāʾiba) von ʿAbd as-Salām Faradsch, das der Gruppe al-Dschihad, die im Oktober 1981 Präsident as-Sadat ermordet hatte, als Legitimation für ihren Anschlag gedient hatte. Das Gutachten, das Dschād al-Haqq im Auftrag der Staatsanwaltschaft erstellte, wurde Anfang Dezember 1981 in der Zeitung al-Ahram veröffentlicht. Dschād al-Haqq bemühte sich darin vor allem, die von ʿAbd as-Salām Faradsch betonte Militanz des Propheten Mohammed zu widerlegen. Zu diesem Zweck führte er eine Reihe von Koranzitaten und Hadithen an, bediente sich aber auch lexikographischer Methoden. Die Anschuldigung ʿAbd as-Salām Faradschs, dass die Ägypter vom Glauben abgefallen seien, wies er mit dem Argument zurück, dass, wenn das tatsächlich der Fall wäre, sie im Oktober 1973 nicht über die israelische Armee hätten siegen können. Dschād al-Haqq verglich in seiner Stellungnahme die politischen Ideen des Manifests mit denen der Lehre der Charidschiten und erklärte sie für eine Sinnentstellung des Korans.

### Rechtstheoretische Positionen
Obwohl Dschād al-Haqq selbst der hanafitischen Rechtsschule angehörte, die auch die Grundlage des ägyptischen Personenstandsrechts ist, war er davon überzeugt, dass es notwendig sei, Anleihen bei anderen Rechtsschulen zu nehmen. Diese Art von Eklektizismus (taḫaiyur) war schon zu Anfang des Jahrhunderts von Muhammad ʿAbduh befürwortet, danach aber von vielen konservativen Gelehrten abgelehnt worden. Dschād al-Haqq verteidigte die Praxis des Auswählens aus verschiedenen Rechtsschulen, knüpfte sie aber an die Voraussetzung, dass der Mufti zwischen den verschiedenen Beweisen unterscheiden kann und sich an die folgenden Regeln hält:
1. er wählt keine Aussage aus, deren Überliefererkette schwach ist.
2. er wählt dasjenige aus, das sich zum Vorteil der Angelegenheiten der Menschen auswirkt und den Mittelweg zwischen Übertreibung und Nachlässigkeit.
3. er hat bei dem, was er auswählt, eine gute Absicht, sucht das Wohlgefallen Gottes und fürchtet seinen Zorn.
4. er darf den Fragenden nicht vor die Wahl zwischen zwei Lehrmeinungen stellen, weil das sonst als eine dritte Lehrmeinung gilt, die niemand vor ihm vertreten hat.[44]

### Die Sammlung der Rechtsgutachten des Fatwa-Amtes
Dschād al-Haqq war ein dezidierter Befürworter der Anwendung der Scharia. Als er im März 1979 von der Zeitschrift al-Musauwar nach der Rolle gefragt wurde, die die Scharia in der ägyptischen Gesellschaft spielen sollte, betonte er seiner Antwort ihre überzeitliche und ortsungebundene Gültigkeit und erklärte, dass die Muslime immer dann, wenn sie die Scharia befolgt hätten, „Herren in ihrem eigenen Haus“ gewesen seien, während sie umgekehrt bei ihrer Vernachlässigung unter die Herrschaft anderer gelangt seien.
Um die Kodifizierung der Scharia voranzutreiben und ihre Anwendung vorzubereiten, begann er im Juli 1980 mit der Herausgabe der Sammlung “Islamische Gutachten vom ägyptischen Fatwa-Amt” (al-Fatāwa al-islāmīya min Dār al-Iftāʾ al-Miṣrīya). Darin stellte er die gesamten Fatwas zusammen, die das ägyptische Fatwa-Amt in den über achtzig Jahren seines Bestehens erteilt hatte. In der Einleitung verwies er darauf, dass sich as-Sadat zwei Monate vorher in einer Parlamentsrede als „muslimischer Präsident in einem muslimischen Land“ bezeichnet und damit die Rückkehr der Scharia vorbereitet hatte, und stellte das zu seinem eigenen Unternehmen in Beziehung. Nach seiner Ernennung zum Scheich al-Azhar verfolgte er das Projekt weiter, indem er die Herausgabe der Bände betreute.
Während die ersten sieben Bände der Sammlung Fatwas aus dem Zeitraum von der Gründung des ägyptischen Fatwa-Amtes im Jahre 1895 bis 1978 enthalten, sind die Bände 8–10 Dschād al-Haqqs eigenen Gutachten gewidmet. Die Bände 11 bis 20 sind bestimmten juristischen Einzelfragen gewidmet und enthalten sowohl Fatwas aus früherer Zeit als auch Dschād al-Haqq eigene Stellungnahmen. Die Fatwas seiner Nachfolger nahm er lange Zeit nicht in die Sammlung auf. Sie erscheinen erst ab dem 20. Band, der im Jahre 1993 veröffentlicht wurde. Eine weitere Sammlung mit Rechtsgutachten von ihm ist 1995 in fünf Bänden erschienen.

### Der Fatwa-Krieg mit Tantāwī
Nach seinem Wechsel zur Azhar stärkte Dschād al-Haqq die dortigen Fatwa-Gremien. 1984 erließ er eine Verordnung, die die Fatwa-Kommission (laǧnat al-fatwā) der Azhar dazu verpflichtete, den Entscheidungen der Akademie für islamische Untersuchungen zu folgen, der er selbst vorstand. Gleichzeitig versuchte er das ägyptische Fatwa-Amt zugunsten der Azhar-Gremien zu marginalisieren. Ab Ende der 1980er Jahre brüskierte er mehrmals die politische Führung, indem er den Fatwas von Muhammad Saiyid Tantāwī, der seit 1986 als Staatsmufti fungierte und in diesem Amt stärker politisch kontrolliert wurde, eigene anders lautende Fatwas entgegensetzte. Die Auseinandersetzung zwischen den beiden Scheichen, die auch damit zu tun hatte, dass Dschād al-Haqq mit der Politik des Regimes gegenüber den islamischen Bewegungen nicht zufrieden war, entwickelte sich ab 1989 zu einem regelrechten Fatwa-Krieg.
Eine der Fragen, die die beiden Scheiche unterschiedlich beurteilten, waren Bankzinsen. Während Dschād al-Haqq im August 1989 diese für unzulässigen Wucher erklärte, antwortete Tantāwī einen Monat später mit einem Fatwa, in dem er bestimmte Bankzinsen für zulässig erklärte und außerdem vorschlug, den Begriff „Zinsen“ durch „Einkünfte“ zu ersetzen. Zur weiteren Stärkung der Fatwa-Kompetenz der Azhar schuf Dschād al-Haqq 1990 per Dekret 25 regionale Fatwa-Kommissionen, die diese Institution auf der Ebene Gouvernements vertreten sollten. Sie wurden mit jeweils fünf bis sechs Azhar-Absolventen besetzt, die den lokal vertretenen Lehrrichtungen angehörten und die Aufgabe hatten, die lokale Bevölkerung in religiösen Fragen zu beraten.
Erneut gerieten die beiden Scheiche aneinander, als im Herbst 1994 die öffentliche Debatte über die Mädchenbeschneidung wieder aufflammte. Während sich Tantāwī im Oktober 1994 an die Spitze einer Regierungskommission stellte, die ein religiöses Informationsprogramm zur Bekämpfung dieser Praktik lancierte, bekräftigte Dschād al-Haqq seine befürwortende Position zu dieser Praktik in einem zweiten, noch ausführlicheren Fatwa. Dieses Fatwa wurde 1994 in der von den Muslimbrüdern herausgegebenen Zeitschrift Liwāʾ al-Islām veröffentlicht. ʿAlī Ahmad al-Chatīb, der Herausgeber der Zeitschrift stellte dem Fatwa eine Vorrede voran, in dem er die Kritiker der Praktik als Gegner des Islams schmähte.
Die zwischen den beiden Scheichen ausgetragenen Differenzen betrafen auch den politischen Bereich, und hier insbesondere die Frage der Beziehungen mit Israel. Während Dschād al-Haqq im Frühjahr 1995 anti-israelische Operationen von palästinensischen Selbstmordattentätern und der Hisbollah in Fatwas für legitim erklärte, verkündete Tantāwī im Januar 1995 öffentlich, dass er bereit sei, so wie Anwar as-Sadat nach Israel zu besuchen, wenn dieser Besuch im religiösen oder nationalen Interesse liege. Dschād al-Haqq antwortete am 20. Februar mit der Erklärung, dass er nicht bereit sei, nach Israel zu reisen, "so lange dieser Staat weiter seine Nachbarn bedrohe und seine Versprechen breche". In einzelnen Fällen gaben die beiden Scheiche aber auch übereinstimmende Fatwas ab. So forderten sie beide nach der irakischen Invasion Kuweits im August 1990 den Rückzug der irakischen Armee und Sicherheit für die im Irak und in Kuweit lebenden Ägypter.